# Hausorthographie
Eine Hausorthographie (auch Hausorthografie, Hausschreibung) ist eine Rechtschreibung, die in genau dieser Form nur innerhalb einer bestimmten Institution („Haus“) verwendet wird und von der amtlichen oder allgemein üblichen (falls solche existieren) systematisch abweicht, wobei die Abweichung sich auf die Einschränkung von zulässigen Varianten beschränken kann.
Eine Institution kann beispielsweise ein Verlag oder eine Nachrichtenagentur sein. Sofern es in einem Sprachraum keine einheitliche Rechtschreibung gibt, haben diese Institutionen ein Interesse daran, zumindest in ihren eigenen Publikationen eine einheitliche Schreibweise zu verwenden. Während noch im 19. Jahrhundert, besonders vor dem Erscheinen des ersten Duden im Jahr 1880, Hausorthographien mangels eines einheitlichen Standards allgemein üblich waren, wurden sie anschließend und besonders nach der Vereinheitlichung der Rechtschreibung im deutschsprachigen Raum auf der Zweiten Orthographischen Konferenz von 1901 seltener oder, wo noch vorhanden, weniger umfangreich, da die vom Duden beschriebene Rechtschreibung allgemein akzeptiert und verwendet wurde und relativ wenige Varianten bot.

## Situation nach 1996
Mit der Reform der deutschen Rechtschreibung von 1996 hatte sich die Situation geändert. Für Tausende von Wörtern bot das Regelwerk keine eindeutige Schreibweise. Nachbesserungen des Regelwerks haben ein Nebeneinander verschiedener Schreibweisen bewirkt.
Unter diesen Bedingungen hat eine beachtliche Zahl von Verlagen ihre Hausorthographien auf Fragen der allgemeinen Rechtschreibung ausgedehnt. So gab zum Beispiel das Bertelsmann Lexikon Institut im Dezember 2006 einen „orthografischen Wegweiser für eine einheitliche und stringente Rechtschreibung“ heraus, unter dem Titel Ein Wort – eine Schreibung (Untertitel: Die Wahrig-Hausorthografie von A bis Z). Besonders ausführlich begründete damals Die Zeit ihre abweichende Übernahme der Reform. Auch einige große Zeitungen und Magazine wie die Frankfurter Allgemeine Zeitung, Bild und Der Spiegel behielten die alte Rechtschreibung als Hausorthographie einige Zeit bei.

## Situation nach 2006
Mit der Reform der Reform Mitte 2006 brach die Front der Gegner der neuen Regeln nach und nach zusammen. Nachrichtenagenturen und die großen Zeitschriften schwenkten auf die Reformregeln ein und erstellten auf deren Basis Hausorthographien.
Anlässe zu Hausorthographien bilden jetzt wieder die Situationen, bei denen keine Regelungen getroffen sind (zum Beispiel bei ausländischen Ortschaften: „Lüttich“ oder „Liège“? oder Eigennamen: „HafenCity“ oder „Hafencity“? und Ähnliches) sowie die rund 2400 Wörter (immerhin knapp 2 % des Wortschatzes), in denen die Rechtschreibregelung alternative Schreibweisen zugelassen hat (zum Beispiel: bis auf weiteres/Weiteres?). An dieser Stelle sind die beiden großen Wörterbücher verschiedene Wege gegangen. Während der Duden in diesen Fällen zumeist die neuere Schreibung empfiehlt, hält der Wahrig es umgekehrt. Je nach Grundhaltung entscheidet man sich für das eine oder das andere Werk als Referenz – oder legt eine eigene Regelung in einer Hausorthographie fest.
In der Schweiz hat diese Situation zu einem Leitfaden zur deutschen Rechtschreibung geführt, der die Bundesverwaltung bindet, sowie zu Empfehlungen der Schweizer Orthographischen Konferenz für Presse und Literatur in der Schweiz, die von der schweizerischen Nachrichtenagentur SDA übernommen wurden und von der schweizerischen Chefredaktorenkonferenz und dem Verband Schweizer Medien unterstützt werden.
Nicht alle Zeitungen nutzen die Hausorthographie der Nachrichtenagenturen. Die Neue Zürcher Zeitung etwa veröffentlichte ihre Hausorthographie zur Nachahmung in einem Vademecum, in dem sich bis November 2018 auch Schreibungen wie „placieren“, „Plastic“ und „caritativ“ fanden. Plastic beispielsweise analog den Empfehlungen der Schweizer Orthographischen Konferenz, dass die Schreibweise je nach Bedeutung unterschieden werden soll. So bezeichnet Plastic den Kunststoff, Plastik ein Werk der Bildhauerkunst.